# Olympia Tilly
Olympia Tilly, född 12 maj 2011 i Stocksund i Stockholms län, är en svensk varmblodig travhäst. Hon tränades av Per Lennartsson (2013–2015), Heikki Pekkala (2014–2015) och Glen Norman (2015). Hon kördes oftast av Per Lennartsson.
Olympia Tilly tävlade åren 2013–2015 och sprang in 1,8 miljoner kronor på 24 starter varav 8 segrar, 2 andraplatser och 1 tredjeplats. Hon tog karriärens största segrar i Breeders' Crown (2013, 2014). Hon kom även på andraplats i E3-revanschen (2014) och på femteplats i Drottning Silvias Pokal (2015).
Efter karriären har Olympia Tilly varit avelssto vid Menhammar stuteri. Hennes första avkomma är Calgary Games (2017) som bland annat vunnit Svenskt Travderby.